# كفر الغنامية
كفر الغُنَامية إحدى قرى مركز الباجور التابع لمحافظة المنوفية في جمهورية مصر العربية.

## السكان
بلغ عدد سكان كفر الغنامية 4,568 نسمة، حسب الإحصاء الرسمي لعام 2006.